# Sydiva
Sydiva is een geslacht van vlinders van de familie uilen (Noctuidae), uit de onderfamilie Cuculliinae.

## Soorten
- S. stoliczkae Felder, 1874
- S. versicolora Draudt, 1950